# Hidde ter Avest
Hidde ter Avest (* 20. Mai 1997 in Wierden, Niederlande) ist ein niederländischer Fußballspieler, der als Abwehrspieler spielt. Er stand seit der Saison 2020/21 im Kader des FC Utrecht, bevor er im Sommer 2024 zu Oxford United wechselte.

## Karriere

### Verein
Ter Avest begann das Fußballspielen beim SV Marum in den Niederlanden und spielte für verschiedene Jugendmannschaften des FC Twente Enschede.
Sein Eredivisie-Debüt gab er am 7. Februar gegen Excelsior Rotterdam. In dreieinhalb Jahren wurde er in Enschede in 92 Ligaspielen eingesetzt und erzielte zwei Tore.
Im Juli 2018 wurde er vom italienischen Erstligisten Udinese Calcio verpflichtet, die ihn 39 Mal auflaufen ließen.
Seit Januar 2021 bis zum Ende der Saison 2023/24 stand ter Avest beim FC Utrecht unter Vertrag. In dieser schoss er drei Tore in 91 Ligaspielen der Eredivisie. Im August 2024 wechselte ter Avest in die zweite englische Liga zu Oxford United.

### Nationalmannschaft
Ter Avest war Teil der U15 bis U21 Nationalmannschaften der Niederlande zwischen 2012 und 2017. Sein letzter Nationalmannschaftseinsatz war 2017 in einem Freundschaftsspiel gegen Finnlands U21.